# Néstor Gorosito
Néstor Gorosito (San Fernando, 1964. május 14. –) argentin válogatott labdarúgó.
Aa argentin válogatott tagjaként részt vett az 1989-es és az 1993-as Copa Americán.

## Statisztika
| Argentin válogatott | Argentin válogatott | Argentin válogatott |
| Időszak             | Mérk.               | gól                 |
| ------------------- | ------------------- | ------------------- |
| 1989                | 5                   | 0                   |
| 1990                | 2                   | 0                   |
| 1991                | 0                   | 0                   |
| 1992                | 2                   | 0                   |
| 1993                | 8                   | 0                   |
| 1994                | 0                   | 0                   |
| 1995                | 0                   | 0                   |
| 1996                | 0                   | 0                   |
| 1997                | 2                   | 1                   |
| Összesen            | 19                  | 1                   |